# Lady Gaga kiadatlan dalainak listája
Ez az oldal Lady Gaga kiadatlan dalainak listáját tartalmazza. A listán nem szerepelnek azok a dalok, amelyek az énekesnő albumainak egyes kiadásain bónuszdalokként szerepelnek (ezeket lásd a Lady Gaga dalainak listája cikkben), más előadók csak koncerten előadott dalai (mint pl. a Coldplay Viva La Vida-ja vagy Ben E. King Stand By Me-je), remixek, másoknak írt felhasználatlan dalai, melyekből nem készített demófelvételt, illetve olyan dalok, amelyekben csak a háttérvokált biztosítja.
| Ábécé szerinti tartalomjegyzék                      |
| --------------------------------------------------- |
| A B C D E F G H I J K L M N O P Q R S T U V W X Y Z |

## Dalok

### B
- Blueberry Kisses

A Blueberry Kisses egy Lady Gaga által írt kiadatlan szám, melynek producere Rob Fusari volt. A 2007-es Lollapalooza fesztiválon, ahol Lady Starlighttal lépett fel, élőben is előadta a dalt. Lady Gaga egy interjúban így beszélt a szám születéséről:

„Tulajdonképpen az egész albumot [a The Fame-et] teázgatva és fekete áfonyás kávét iszogatva írtam. […] Írtam egy számot még régen, jó pár éve, Blueberry Kisses (»Fekete áfonya csókok«) volt a címe. A kávéról szól, mert mindig ezt a kávét ittam, és randiztam egy sráccal, aki ahányszor csak csókolóztunk, azt mondta: »Ó, bébi, olyan ízed van, mint a fekete áfonyának.« Ugyanakkor az orális szexről is szól a dal.”

Egy a Rolling Stone-nak adott interjúban, amikor arról kérdezték, mit jelent a „bluffin' with my muffin” kifejezés Poker Face című slágere szövegében, Gaga elmondta, hogy a „muffin” szóval a vaginájára utalt, és hogy ezt a kifejezést a Blueberry Kisses szövegéből vette. „Ezt a sort egy másik, ki nem adott dalom, a Blueberry Kisses szövegéből vettem. Egy lányról szólt, aki a barátjának énekli, hogy mennyire szeretné, ha orálisan kényeztetné ott lent.”

### C
- Changing Skies

Ritmusát tekintve Gaga példaképének, David Bowie-nak számait idéző dal.

### D
- Dirty Ice Cream

A Dirty Ice Cream-et Lady Gaga és Rob Fusari írta 2007 körül. A dal egy ideig elérhető volt Gaga MySpace oldalán, de később eltávolították. 2007-ben az énekesnő több szám mellett ezt is előadta a Lollapalooza fesztiválon, Chicagóban. A dal hátteréről Gaga azt mondta, egyik exfiúja inspirálta, akit a fagylathoz hasonlít a számban; neki is csak első alkalommal volt jó íze, mint a fagylaltnak. A „Stop calling us, stop calling!” sor a dal szövegében Gaga 2010-es Telephone című számával mutat hasonlóságot.
- Dollar Bills

Lady Gaga legelső számainak egyike.

### E
- Earthquake

Egy Lady Gaga és Space Cowboy által írt szám. Space Cowboy volt a dal producere is egyben.

### F
- Fancy Pants

A Fancy Pants egy Lady Gaga és Rob Fusari által írt szám, amely tartalmaz egy részletet David Bowie Fame című dalából.
- Fetish

A Fetish egy 2010-ben született szám, amelyet Lady Gaga és RedOne írt – RedOne volt a dal producere is.
- Fever

A Fevert Lady Gaga és a dal producere, Rob Fusari írta 2006-ban. A demót sosem adták ki. Gaga később Adam Lambertnek adta a számot, akinek saját változata megjelent For Your Entertainment című debütáló albumán, 2009 november 23-án. Gaga a KISS 106.1 rádiónak beszélt arról, hogy került kapcsolatba Lamberttel.

„Felhívtak. Megkértek, hogy írjak neki egy dalt. Én meg azt gondoltam magamban: »Hű, van ez a számom, amit még régen írtam.« Ez egy hatalmas sláger, egy ütős felvétel, de valamiért nem akart működni, mikor én csináltam, és azt mondtam: »A mindenit, ez tökéletes lenne a számára!« […] Lejátszottam neki [Lambertnek], ő meg erre: »Ó, istenem, imádom!«; megőrült érte, szóval megcsináltuk.”

- Filthy Pop

A Filthy Pop-ot Lady Gaga és Rob Fusari írta 2007-ben. A producere Soul Diggaz volt. A dal érdekessége, hogy Gaga a refrén minden sorában két különböző szöveget énekel egyszerre.
- Fooled Me Again

A Fooled me Again-t Lady Gaga és a dal producere, Rob Fusari írta Gaga debütáló, The Fame című albumára, ám végül nem került rá arra. A dal ugyanarról a kapcsolatról szól, amelyben Gaga a Brown Eyes-ban, a The Fame egyik számában énekel, s amely elmondása szerint összetörte a szívét.
- Freakshow

A Freakshow-t Akon, RedOne és Lady Gaga írta 2008-ban. Kérdéses, hogy Gaga albumára, vagy egy másik előadónak szánták a dalt.
- Funky Beat

Ezt a számot Rob Fusari és Lady Gaga írta 2006-ban.
- Future Love

A Future Love egy zongoraballada, amelyet Lady Gaga 2009-ben írt. Egy futurisztikus szerelmi történetet mond el. A dal előadásra került az énekesnő The Fame Ball nevű turnéjának észak-amerikai állomásain, és 2010-ben az AmfAR New York Gala-n, egy AIDS-ellenes kutatásokat végző szervezet rendezvényén.

### G
- Glitter and Grease

A Glitter and Grease egy Lady Gaga és Rob Fusari által írt szám. Gaga The Monster Ball nevű turnéjának megújított, második változatán felkerült az előadott számok közé.
- Go, Go, Go

A Go, Go, Go-t Lady Gaga és Rob Fusari írta. A címben is szereplő „Go, Go, Go” szöveg Gaga egy másik – szintén kiadatlan – számában, a Retro-Physical-ben is elhangzik.
- Greatest

A Greatestet Lady Gaga és RedOne írta 2007-ben. A dalszöveg „Cuz when I’m with you I fall apart” sora a The Fame Monster albumon szereplő Dance in the Dark „’Cause, when he’s lookin’, she falls apart” sorával mutat hasonlóságot.

### H
- Heiress

A Heiress-t Lady Gaga írta 2007-ben a dal producereivel, Brian Keirulf-fal és Joshua M. Schwartz-cal együtt.

### K
- Kandy Life

A Kandy Life-ot Lady Gaga és Rob Fusari írta 2007-ben. Ugyanebben az évben elérhető volt egy ideig Gaga MySpace oldalán.

### L
- Let Love Down

A Let Love Down-t Lady Gaga és Rob Fusari írta - Fusari volt a dal producere is. A dalszövegben utalások vannak a Blueberry Kiss-es című, szintén kiadatlan számra. Zeneileg a Brown Eyes-hoz hasonlít.
- Living on the Radio

Lady Gaga The Monster Ball turnéjának egyik állomásán, 2010. augusztus 30-án adta elő ezt a dalt zongorán. Kyle Anderson az MTV-től egy klasszikus „úti dalhoz” hasonlította a számot, melyben Gaga a barátaival és rajongóival való kapcsolatáról énekel, melyek nagyban meghatározzák életét miközben úton van turnéján. Az az érzés is megfogalmazódik benne, amikor az énekesnő hallja, hogy a rádiók által eljut a tömegekhez amit csinál, s ez enyhíti az úton érzett magányt.
- Love Sick Girl

A Love Sick Girl egy Lady Gaga, Rob Fusari és Tom Kafafian által 2007-ben írt szám. A dal 2007-ben Gaga MySpace oldalán elérhető volt. A szám címe a szintén kiadatlan Soin U Around-ban is elhangzik.

### M
- Miss It B4 You Kiss It

A Miss It B4 You Kiss It-et Lady Gaga, RedOne és Akon írta 2008-ban. A dal címe Gaga LoveGame című számának egy sorával mutat hasonlóságot ("I wanna kiss you, but if I do, then I might miss you babe").
- Musicland

Egy gyors tempójú pop szám, amelyet Lady Gaga és Rob Fusari írtak.

### N
- No Way

A No Way-t Lady Gaga és Fernando Garibay írták 2008-ban.

### O
- Oh Well

Az Oh Well-t Lady Gaga és Rob Fusari írta 2006-ban.
- Out of Control

Lady Gaga és Rodney Jerkins által írt szám.

### P
- Panty Party

A Panty Party-t 2007-ben írta Lady Gaga, és a dal producerei, Brian Keirulf és Joshua M. Schwartz.

### R
- Real Cool

A Real Cool-t Lady Gaga és Rob Fusari írta 2006-ban. Ugyanebben az évben Gaga MySpace oldalán is elérhetővé vált.
- Reloaded

A Reloaded-et Lady Gaga és Rodney Jerkins írts. Jerkins rappelt is a számban. 2008 végén vagy 2009 elején kerülhetett felvételre.
- Retro-Physical

A Retro-Physical-t Lady Gaga írta 2007-ben. A dal producere Noize Trip volt.
- Retrosexual

A Retrosexual-t Lady Gaga és Rob Fusari írta 2006-ban. A címben szereplő kifejezésről (»retroszexuális«) Gaga így beszélt egy interjúban:

„Retroszexuális - ezt már jó régen találtam ki. Én és a haverom, Tom épp a stúdióban időztünk egy nap, és a metroszexuálisokról beszélgettünk, mert vett egy csizmát, amire azt mondtam: »Ez nagyon metroszexuális.« Ő meg erre: »Nemtom, szerintem retrosak.« Én meg azt mondtam: »Szóval te retroszexuális vagy.« Ez egyfajta vicc volt. [...] Nem is tudom, ez a szó csak úgy kicsúszott a számon egy napon, és megragadt bennem. Gyakran csinálom ezt - ha feldobok egy új kifejezést, egy egész munkám vagy egy egész felvételem ráépül.”

- Ribbons

A Ribbon-t Lady Gaga és Rob Fusari írta, és Fusari volt a producer is.
- Rockshow

A Rockshow-t 2006-ban írta Lady Gaga és Rob Fusari.
- Royal Treatment

A Royal Treatment-et 2008-ban írta Akon, RedOne és Lady Gaga.

### S
- Second Time Around

A Second Time Around-ot Lady Gaga és a The JAM írta 2008-ban egy ismeretlen előadó számára. Gaga készített belőle egy demófelvételt, amely aztán kiszivárgott az internetre. Az énekesnő Twitteren keresztül reagált az esetre. “A Second Time Around-ot egy másik énekesnek írtam. Nem tudom mért ragaszkodnak az emberek ennyire a munkáim kiszivárogtatásához.” - írta.
- Sexy Ugly

A Sexy Ugly-t Lady Gaga és Rob Fusari írta 2007-ben. A 2009-es Glastonbury fesztiválon Gaga ennek a számnak egy részletét használta a Just Dance felvezetésére. A The Monster Ball nevű turnéjának második változatán pedig erre a dalra utalhatnak a Just Dance alatt látható "Sexy" és "Ugly" neonfeliratok.
- Shake Your Kitty

A Shake Your Kitty-t Lady Gaga és Rob Fusari írta 2006-ban. Eredetileg a The Fame albumra szánták, de nem került rá, mert hangzása elütött az album többi dalától.
- Shut Up

A Shut Up-ot Lady Gaga és RedOne írta 2010-ben.
- Sometimes

A Sometimes az Eh, Eh (Nothing Else I Can Say) egy korai változata, amely főleg a dalszövegben különbözik tőle. Lady Gaga írta, producere pedig Martin Kierszenbaum volt.
- SuperStar

A SuperStar-t Lady Gaga és a dal producere, DarkChild a The Pussycat Dolls Doll Domination című albumára írta, de nem került felhasználásra. Egy demófelvétel lady Gaga és DarkChild előadásában kiszivárgott az internetre.

### T
- Take You Out

A Take You Out-ot Lady Gaga és a dal producere, Martin Kierszenbaum írta. A The Fame dalainak írásakor született, de végül nem került rá az albumra.
- Text You Pictures

A Text You Pictures-t Lady Gaga és Rob Fusari írta 2008-ban. A The Pussycat Dolls Doll Domiantion című albumára szánták, de nem került felhasználásra. Lady Gaga készített egy felvételt a dalból, de ő sem használta fel egyik albumához sem az anyagot.
- Trigger

A Trigger-t Lady Gaga Rob Fusari-val írta 2006-2007 táján.

### W
- We Are Plastic

A We Are Plastic-et Lady Gaga és Rob Fusari írta 2007-ben. A dal címe elhangzik a Paparazzi című számban.
- When She Go

A When She Go-t Lady Gaga és Rob Fusari írta 2006-2007 táján.
- Wonderful

A Wonderful az első dal, amelyet Lady Gaga Rob Fusari-val és Tom Kafafian-nel 2006-ban írt.